# 新経済システム (東ドイツ)
新経済システム (ドイツ語: Neues Ökonomisches System)とは、ドイツ民主共和国 (東ドイツ)において1963年から導入された経済政策である. 「新経済システム」は略称であり、ドイツ社会主義統一党 (SED) による公式の呼称は「計画と指導のための新経済システム」(ドイツ語: Neue Ökonomische System der Planung und Leitung )である。
計画経済をより効率的なモデルに改善すべく、ヴァルター・ウルブリヒトの主導によって導入され、それまでの「五カ年計画」に基づく経済政策を置き換えた。

## 概要
ヴァルター・ウルブリヒトの主導の下、ギュンター・ミッタークらによって政策が策定され、1963年の前半期より導入された。
本政策は、それまでのスターリン体制に基づく厳格な計画経済モデルを見直し、限定的ながら自由経済モデルを一部に導入することで、西ドイツの 「経済の奇跡」に対抗するとともに、食糧不足や西側への人口流出(頭脳流出)を始めとする国内の経済・政治問題を解決することが目標とされた。

## 背景
本政策の策定は、ウルブリヒト、ミッターク、エーリッヒ・アペルら数人からなるグループによって1962年より行われた。本政策が導入された背景としては、以下のものが挙げられる。
- それまでSED政権がプロパガンダなどによって盛んに宣伝していた「経済発展の目標」が実態と乖離しており、国民の間に不満をもたらしていたことから、政権・政治体制の安定化を図るためにも実態を伴う経済改革が求められたこと
- 分断国家である西ドイツが、急速な経済発展を遂げていたこと
- ベルリンの壁の建設により、それまで起こっていた西独への大量の人口流出が停止したことで、東独政府が安定して国内問題の解決にあたることが可能になったこと
- ウルブリヒトが構想していた東側主導でのドイツ統一計画を実行するためには、西独に対する東独の経済システムの優位性を示す必要があると考えられたこと
- ソ連におけるスターリン批判に伴う雪どけにより、より柔軟な政策設定が可能となったこと

## 実行
本政策の基本的原理としては、以下のものが挙げられる。
- 各工場の監督者の権限拡大により、柔軟な操業を可能とすること
- 市場の実態をある程度考慮した価格設定を行うこと
- 従来は計画の達成度のみによって判断していた「経済的成功」の基準を変更し、生み出された利益を加味して判断すること
- 生産性向上の為にインセンティブを導入すること
- 私企業・国有企業の裁量を拡大すること
- SEDによる政策決定にあたって、テクノクラートや熟練技術者の意向をより反映すること[2]

## 実態と問題点
ソ連から供給される、石油や鋼鉄などの原材料の供給量が、ソ連本国の事情に左右され不安定であったことは、本政策の実行において少なからず悪影響を与えた。例えば1963年には、ソ連本国において品不足が発生したこと、およびキューバのカストロ政権への支援が重視されたことから、東ドイツに供給された鋼鉄、綿、穀物、肉類の供給量は当初計画の65-75％の水準にとどまった。
また、本政策のプロセスである「経済の自由化」が東ドイツのイデオロギーと相反しており、過度に自由化を推し進めることが体制の不安定化に直結するリスクを孕んでいたことから、SED政権は各企業や工場の権限拡大に対してきわめて慎重になり、経済の自由化の範囲は限定的なものにとどまった。

## 終焉
自由経済・自由競争を限定的に導入することを目標とした本政策は、「計画経済に基づいた社会主義の原則に反するもの」であるとして、エーリッヒ・ホーネッカーらSED党内の保守派党員によって1965年ごろより批判されるようになった。加えて、本政策のブレーンであったエーリッヒ・アペルが急死(過労による自殺)したことなどから、1968年ごろから自由化の範囲は徐々に狭められた。
1970年代初頭にヴァルター・ウルブリヒトが失脚し、ホーネッカーが実権を握ると、この政策は完全に停止された。